# Nguyễn Thị Định
Nguyễn Thị Định (Vietnam, 15 de març de 1920 - Vietnam, 26 d'agost de 1992) va ser una militar i política comunista vietnamita, que va esdevenir la primera dona general major de l'Exèrcit Popular del Vietnam durant la Guerra del Vietnam. El seu paper a la guerra va ser de sotscomandant del Việt Cộng i va ser qualificada com «la dona revolucionària del sud més important de la guerra». A més, va ser comandant d'una força íntegrament de dones coneguda com l'«exèrcit dels cabells llargs», que es dedicava a l'espionatge i el combat contra l'Exèrcit de la República del Vietnam (ARVN) i l'Exèrcit dels Estats Units d'Amèrica.

## Trajectòria

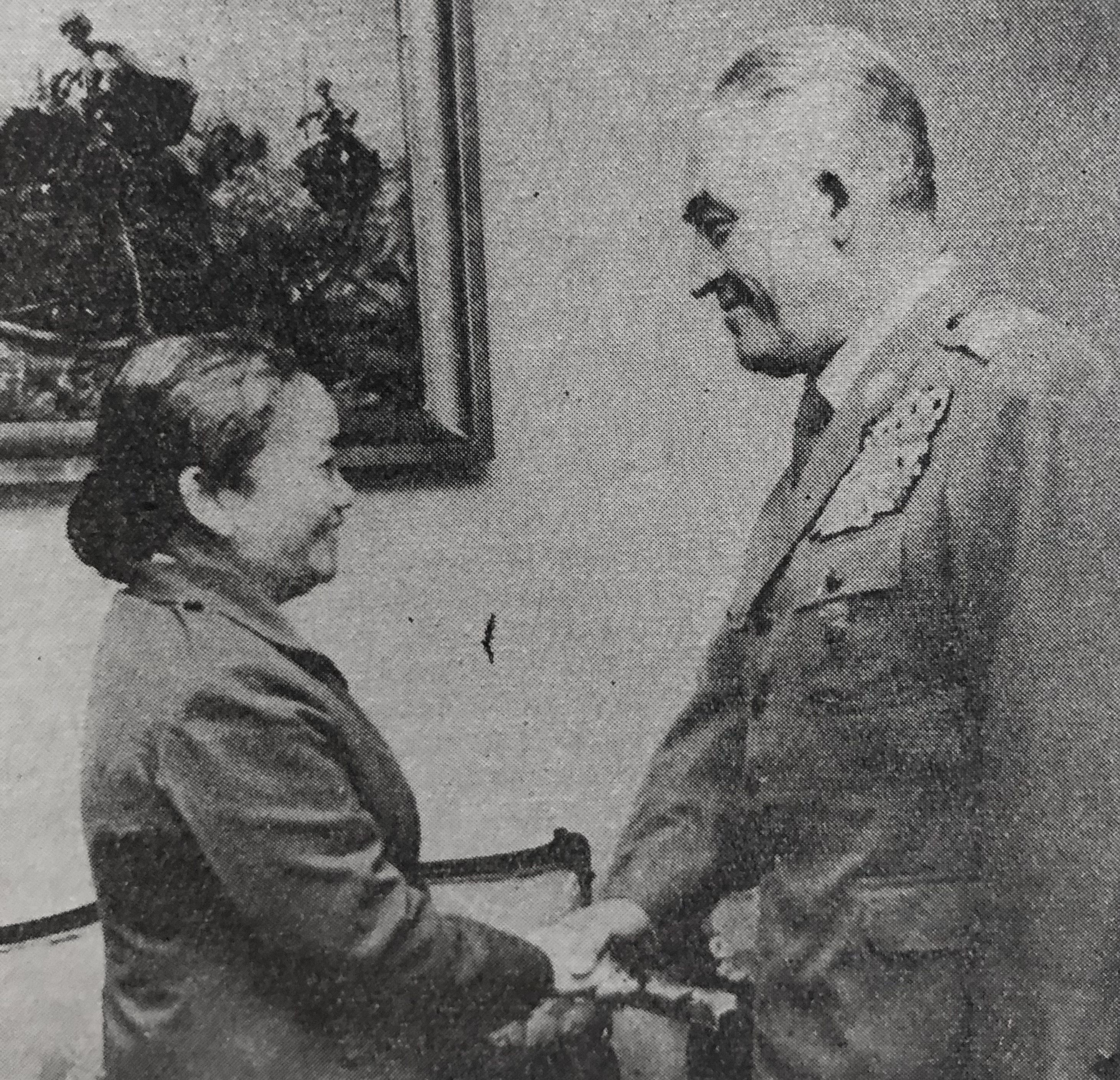
Nguyễn Thị Định & Józef Urbanowicz - 1976

Nguyễn Thị Định va néixer en una família de camperols a la província de Bến Tre i va lluitar amb la coalició del Việt Minh contra les forces d'ocupació francesos. Entre 1940 i 1943 va ser arrestada i empresonada per les autoritats colonials franceses, i el 1945 va ajudar a dirigir una rebel·lió a Bến Tre, i de nou el 1960 contra el govern de Ngô Đình Diệm. En aquest període, va perdre el seu primer marit a l'illa-presó de Côn Đảo i el seu fill mentre estava empresonada per les autoritats franceses. Va ser membre fundadora del Front Nacional d'Alliberament (FNA), més conegut com a Việt Cộng. El 1965 va ser elegida presidenta de l'Associació d'Alliberament de Dones del Vietnam del Sud, que va rebre el nom de les «guerreres de cabell llarg» per Ho Chi Minh. Una part dels membres del Việt Cộng van continuar sent dones, i moltes es van sentir atretes per la promesa de canvis en el paper de la dona en la societat.
Després de la guerra del Vietnam i la reunificació del país, va formar part del comitè central del Partit Comunista del Vietnam i també es va convertir en la primera dona amb el grau militar de general major dins l'Exèrcit Popular del Vietnam. Des de 1987 fins a la seva mort també va ser una de les vice-presidentes del Consell d'Estat. Juntament amb Nguyễn Thị Bình va ser una de les dues líders comunistes vietnamites més destacades. L'any 1967 va ser guardonada amb el premi Lenin de la Pau entre els pobles. El 1995 va rebre el títol d'Heroïna de les Forces Armades del Poble.
L'any 1976 les seves memòries van ser traduïdes a l'anglès i publicades per Cornell University Press. L'any 1981 va ser entrevistada per Stanley Karnow pel documental Vietnam: A Television History. A l'antologia de 1984 Sisterhood Is Global: The International Women Movement Anthology, editada per Robin Morgan, va contribuir amb el capítol «The braided army».